# Kayalı, Karapınar
Kayalı là một thị trấn thuộc huyện Karapınar, tỉnh Konya, Thổ Nhĩ Kỳ. Dân số thời điểm năm 2011 là 2.759 người.